# جان موریسون (بازیگر)
جان موریسون (انگلیسی: Jon Morrison) بازیگر اهل بریتانیا است.
از فیلم‌ها یا برنامه‌های تلویزیونی که وی در آن نقش داشته‌است، می‌توان به برژراک، نمایش امروز، نکبت و ورا اشاره کرد.